# Bergen (Dacota do Norte)
Bergen é uma cidade localizada no estado norte-americano de Dacota do Norte, no Condado de McHenry.

## Demografia
Segundo o censo norte-americano de 2000, a sua população era de 11 habitantes. 
Em 2006, foi estimada uma população de 10, um decréscimo de 1 (-9.1%).

## Geografia
De acordo com o United States Census Bureau tem uma área de 
1,8 km², dos quais 1,8 km² cobertos por terra e 0,0 km² cobertos por água. Bergen localiza-se a aproximadamente 471 m acima do nível do mar.

## Localidades na vizinhança
O diagrama seguinte representa as localidades num raio de 20 km ao redor de Bergen. 